# André Tauziède
 (septembre 2024).
La mise en forme du texte ne suit pas les recommandations de Wikipédia : il faut le « wikifier ».
Les points d'amélioration suivants sont les cas les plus fréquents. Le détail des points à revoir est peut-être précisé sur la page de discussion.
- Les titres sont pré-formatés par le logiciel. Ils ne sont ni en capitales, ni en gras.
- Le texte ne doit pas être écrit en capitales (les noms de famille non plus), ni en gras, ni en italique, ni en « petit »…
- Le gras n'est utilisé que pour surligner le titre de l'article dans l'introduction, une seule fois.
- L'italique est rarement utilisé : mots en langue étrangère, titres d'œuvres, noms de bateaux, etc.
- Les citations ne sont pas en italique mais en corps de texte normal. Elles sont entourées par des guillemets français : « et ».
- Les listes à puces sont à éviter, des paragraphes rédigés étant largement préférés. Les tableaux sont à réserver à la présentation de données structurées (résultats, etc.).
- Les appels de note de bas de page (petits chiffres en exposant, introduits par l'outil «  Source ») sont à placer entre la fin de phrase et le point final[comme ça].
- Les liens internes (vers d'autres articles de Wikipédia) sont à choisir avec parcimonie. Créez des liens vers des articles approfondissant le sujet. Les termes génériques sans rapport avec le sujet sont à éviter, ainsi que les répétitions de liens vers un même terme.
- Les liens externes sont à placer uniquement dans une section « Liens externes », à la fin de l'article. Ces liens sont à choisir avec parcimonie suivant les règles définies. Si un lien sert de source à l'article, son insertion dans le texte est à faire par les notes de bas de page.
- La présentation des références doit suivre les conventions bibliographiques. Il est recommandé d'utiliser les modèles {{Ouvrage}}, {{Chapitre}}, {{Article}}, {{Lien web}} et/ou {{Bibliographie}}. Le mode d'édition visuel peut mettre en forme automatiquement les références.
- Insérer une infobox (cadre d'informations à droite) n'est pas obligatoire pour parachever la mise en page.

Pour une aide détaillée, merci de consulter Aide:Wikification.
Si vous pensez que ces points ont été résolus, vous pouvez retirer ce bandeau et améliorer la mise en forme d'un autre article.
André Tauziède, né à Bourrouillan le 31 décembre 1916 et mort à Tarbes le 16 janvier 1991, est un sculpteur français du XXe siècle.

## Biographie
Issu d’une ancienne famille de propriétaires viticoles de l’Armagnac, André Tauziède apprend à sculpter dans sa jeunesse en modelant l'argile présente sur les terres environnantes. L’artiste se revendiquait lui-même “de la vieille école, admirateur de Rodin”.
Il réalise de nombreuses œuvres figuratives en terre cuite, son matériau de prédilection, mais aussi des grands formats en pierre et en « pierre reconstituée ». Il sculpte principalement des figures humaines en ronde-bosse ou en bas-relief. Outre de nombreux bustes de particuliers et de personnalités, il modèle des figures sacrées (Vierges à l’Enfant, saints, crèches) ou profanes (Baigneuses) et des objets fonctionnels ou décoratifs (poteries, acrotères). À l’exception des portraits qui restent fidèles à la réalité, ses autres œuvres se caractérisent par des formes plus allongées et parfois sinueuses.
Il répond aussi à des commandes publiques (monument aux morts de Sos, les lions à l’entrée de la place de la cathédrale d’Auch…). Il reste surtout connu pour ses nombreuses représentations de D’Artagnan, dont un exemplaire monumental est conservé sur le campus de l’Université Xavier à Cincinnati. 
Au début des années 1960, il participe à plusieurs expositions à Toulouse,, et à Auch. 
Il est le cousin du scientifique et homme politique Pierre Laffitte, fondateur de la technopole de Sophia Antipolis. 